# スカウト (ロケット)

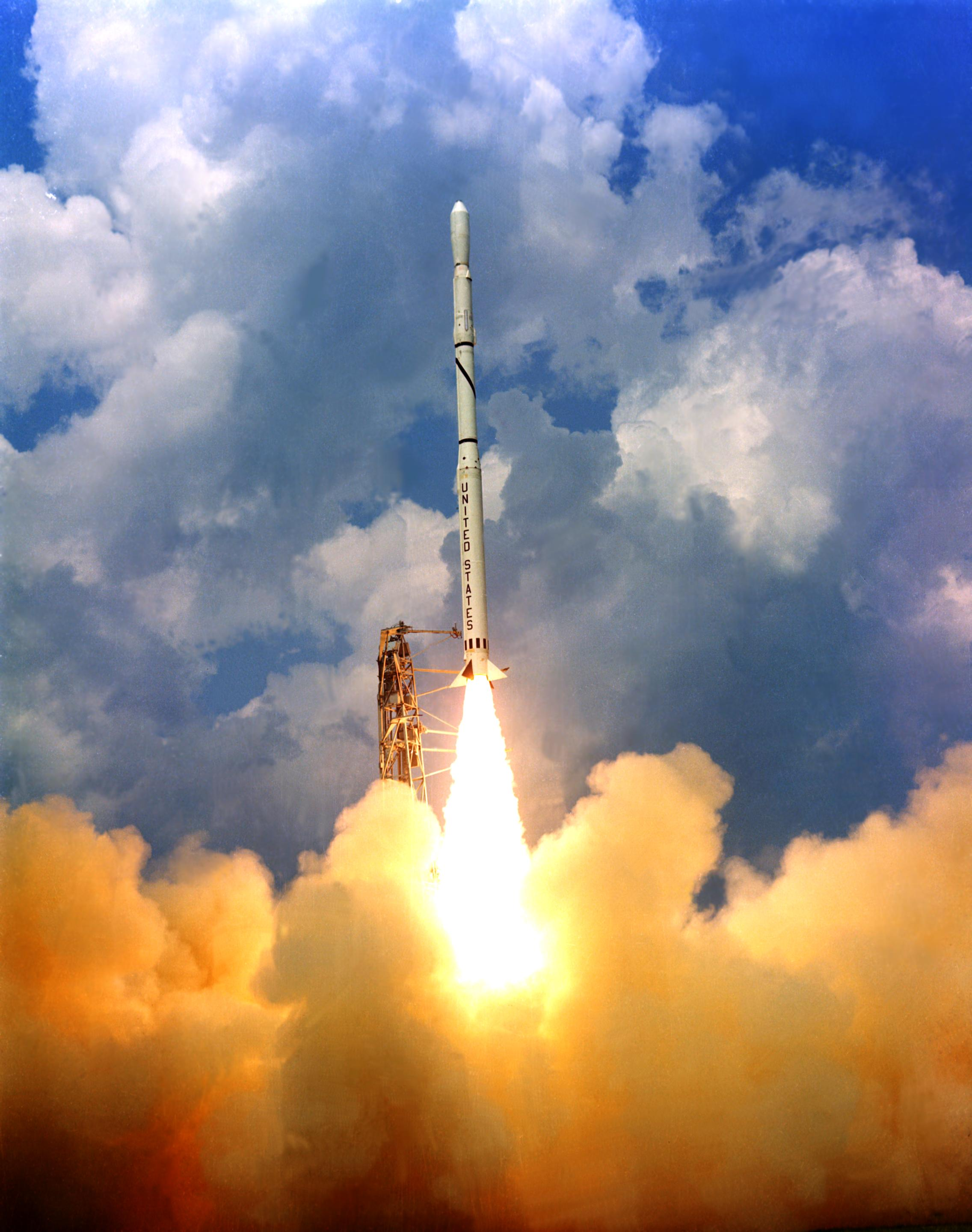
スカウトの打上げ(NASA)

スカウト(Scout、Solid Controlled Orbital Utility Test system)は、小さな人工衛星を地球の軌道に載せるためのローンチ・ヴィークルである。全ての段が固体燃料である最初の(そして長い間唯一の)多段式固体燃料ロケットであった。
スカウトは1957年にアメリカ航空諮問委員会(NACA)のラングレー研究所で設計され、1961年から1994年まで利用された。信頼性を高めるために、元は軍事目的に開発された「既製品の」ハードウェアが採用された。NASAのファクトシートによると、

第一段のモーターは、ジュピターシニアとアメリカ海軍のポラリスの組合せ、第二段はアメリカ陸軍のMGM-29であり、第三段と第四段のモーターは、海軍のヴァンガードを元にラングレー研究所で設計された。

スカウトの最初の軌道打上げは、1961年2月16日で、大気の密度の研究に用いられた7kgの人工衛星エクスプローラ9号を軌道に運んだ。最後の打上げは、スカウトG-1を用い、1994年5月9日に、1998年まで運用された163kgの軍事衛星MSTI-2を打ち上げた。
標準的なスカウトロケットは、固体プロペラントを用い、4段のブースターシステムから構成され、長さは約23m、打上げ時の質量は約21,500kgであった。

## 諸元

### スカウトAの概要

スカウトBの模式図

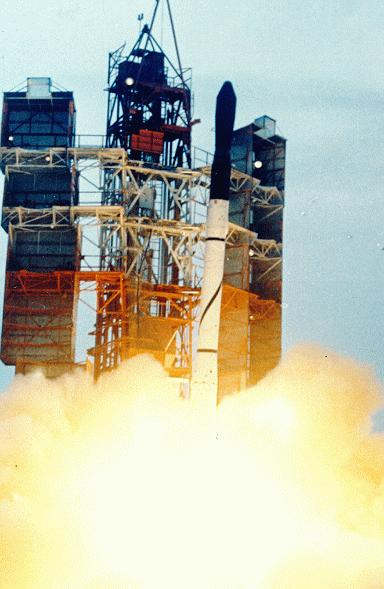
スカウトX-1による初めての衛星の打上げ（1961年2月16日）

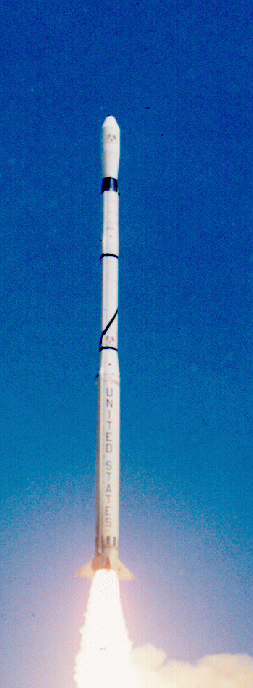
スカウトX-3とアリエル2号（1964年）

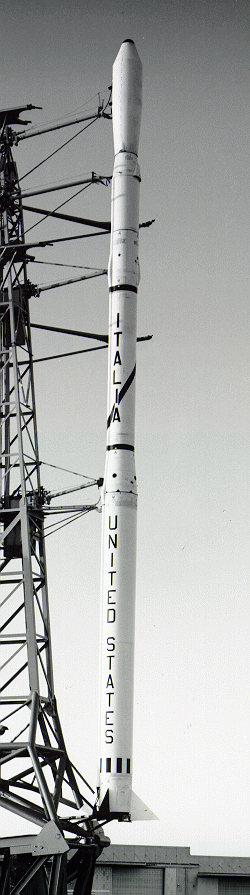
スカウトX-4とサン・マルコ1号（1964年）

- 打上げ時推進力:513.40kN
- 打上げ時質量:17,850kg
- 直径:1.01m
- 長さ:25.00m

### スカウトAの各段

#### 第1段:アルゴル
- 正味質量:11,600kg
- 空質量:1,650kg
- 真空推進力:564.25kN
- 燃焼時間:47秒
- 直径:1.01m
- 長さ:9.09m

#### 第2段:カストル
- 正味質量:4,424kg
- 空質量:695kg
- 真空推進力:258.92kN
- 燃焼時間:37秒
- 直径:0.79m
- 長さ:6.04m

#### 第3段:アンタレス
- 正味質量:1,400kg
- 空質量:300kg
- 真空推進力:93.09kN
- 燃焼時間:36秒
- 直径:0.78m
- 長さ:2.90m

#### 第4段:アルタイル
- 正味質量:275kg
- 空質量:37kg
- 真空推進力:22.24kN
- 燃焼時間:28秒
- 直径:0.64m
- 長さ:2.53m

## NASAの利用
1950年代末、NASAは、固体多段ロケットを開発するためにスカウト計画を創設した。アメリカ空軍もこの計画に加わったが、NASAとアメリカ空軍では、要求条件に相違があった。
NASAのスカウトの基本的な構造は、スカウトX-1として知られている。四段のロケットで、以下のモーターを用いていた。
第1段 :エアロジェットのアルゴル
第2段:ATKランチ・システムズ・グループのXM33カストル
第3段:ABLのX-254アンタレス
第4段:ABLのX-248アルタイル
スカウトの第一段モーターは、海軍のポラリスミサイルの初期のバージョンを元としていた。第二段のモーターは、陸軍のMGM-29ミサイルに由来するものである。第三段と第四段のモーターは、海軍のヴァンガードミサイルを元としてラングレー研究所で開発したものを採用したものである。

### 軌道に乗せられた衛星
- サン・マルコ1号:1964年にイタリア人によって初めて打ち上げられたイタリアの人工衛星
- サン・マルコ2号:1967年に世界で初めて海上プラットフォームから打ち上げられたイタリアの人工衛星。さらに3機のサン・マルコがスカウトによって打ち上げられた。1967年から1984年まで、イタリアはスカウトロケット専用の発射場サン・マルコ・プラットフォームを所持していた。
- AEROS 大気研究用[5]
- アリエル3号:イギリスが設計、製造した最初の人工衛星であるアリエル計画5機のうちの1つ
- マグサット:地球の地場の最初の三次元地図を作成
- トランシット[6]:試作品のトランシット5Aは、1962年12月29日にスカウトX-3で打ち上げられた[7]。その後、4度の打上げで2機ずつのトランシットが軌道に乗せられた。1988年8月25日にスカウトGロケットでトランシットO31とO25が打ち上げられたのが最後である[8]。
- OFO-A:1970年、生物学実験のためにウシガエルを宇宙に運んだ。

## スカウトの種類
スカウトX-1は、1960年7月の失敗を経た後、1960年10月10日に初めて打上げに成功した。ロケットの第一段は、4つの安定化翼を備え、機体は、軌道を維持するために高度を安定させるためのジャイロによる誘導システムを備えていた。
その他のスカウトの種類は、以下の通りである。
- スカウトX-2は、1962年に導入されたアンタレスIIB段を改良した機体である。1962年8月23日、スカウトX-2はヴァンデンバーグ空軍基地近郊のポイント ・ アルグエロからスカウトX-2で初めてDMSP衛星を打ち上げた[9][10]。
- スカウトX-3は、1963年に導入されたアルゴルIIA段を改良した機体である。
- スカウトA-1とB-1は、1965年に導入された、それぞれカストルIIAとアルタイルIIIを改良した機体である。
- スカウトD-1は、1972年に導入されたアルゴルIIIを改良した機体である。
- スカウトGは、1974年からスカウトが引退する1994年まで飛行した。軌道に210㎏のペイロードを打ち上げる。

## 軍事利用 - ブルー・スカウトI
アメリカ空軍のスカウト計画はHETS(Hyper Environmental Test System)またはシステム609Aとして知られており、ロケットはブルー・スカウトと呼ばれる。NASAのスカウトロケットの主製造者はLTVであったが、ブルースカウトの主製造はFord Aeronutronicsであった。
空軍は、様々な段の組合せのブルー・スカウトを用いた。そのうちの1つはXRM-89ブルー・スカウトIで、カストル2とアンタレス1A段を用いた3段ロケットであったが、4段目は省いていた。XRM-89の最初の打上げは1961年1月7日で、ほぼ成功であった。この飛行で、XRM-89はロケットの性能や高高度の放射について試験するための様々な実験機器を運んだ。ペイロードは、再利用可能な大気圏再突入カプセルに収められたが、カプセルは海中から回収される前に沈んでしまった。1961年5月と1962年4月に行われたその他のXRM-89は失敗し、ブルー・スカウトI計画は1962年に終了した。

## ブルー・スカウトII

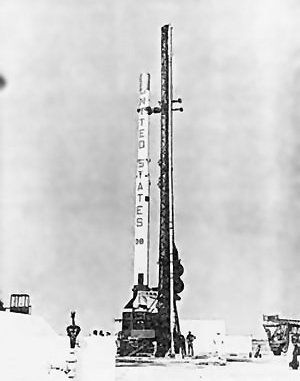
マーキュリー・スカウト1号

XRM-90ブルー・スカウトIIは、アメリカ空軍のシステム609Aのブルー・スカウトロケットである。XRM-90は4段で、NASAのスカウトと同じ段構成であったが、4段目は3段目と同じ直径のペイロードの覆いで隠され、第1弾のノズルは、翼の間に裾の広がったスカートを備えていた。そのため、全体として、XRM-90はXRM-89ブルー・スカウトIと見た目の区別がつかないものであった。
最初のXRM-90は1961年3月3日に打ち上げられ、2機目は1961年4月12日に打ち上げられた。両機とも成功し、ヴァン・アレン帯の放射レベルの測定も行われた。2機目のブルー・スカウトIIは、流星塵捕捉装置も備えていたが、再突入カプセルの回収はうまくいかなかった。3機目のXRM-90はNASAによりマーキュリー・スカウト1号として1961年11月に打ち上げられた。これは、マーキュリー計画のために軌道上に通信ペイロードを設置する試みであったが、ロケットは打上げ28秒後に失敗した。この後、空軍はXRM-89とXRM-90を廃止し、RM-91/SLV-1Bブルー・スカウト・ジュニアに転換した。